# Кучан, Милан
Милан Ку́чан (словен. Milan Kučan; род. 14 января 1941, Крижевцы, Королевство Югославия) — словенский политический и государственный деятель, первый президент Словении с 23 декабря 1991 до 22 декабря 2002 года.

## Биография

### Ранние годы
Родился в Прекмурье в многодетной семье учителей-лютеран, был одним из пяти детей в семье. Его отец Коломан Кучан (1911—1944) погиб во время Второй мировой войны в октябре 1944 года, а семья жила в Сербии, уехав из оккупированной Словении. Кучан получил юридическое образование в Люблянском университете и начал делать успешную карьеру в коммунистических организациях.

### Политическая карьера
В 1968 году он стал председателем Словенской молодёжной ассоциации, в 1974—1978 годах был секретарём Социалистического альянса работающих в Словении, осуществлявшего руководство профсоюзами, в 1978 году стал председателем Национальной ассамблеи, а в 1982 году — представителем Союза Коммунистов Словении в ЦК Союза Коммунистов Югославии в Белграде. В 1986 году Кучан стал председателем Союза коммунистов Словении. На этом посту он способствовал росту либеральных политических тенденций в Словении и выступал за сближение с Европой и европейские ценности, что привело к конфликту с лидером сербских коммунистов Слободаном Милошевичем, завершившемуся уходом словенской делегации во главе с Кучаном со съезда партии 23 января 1990 года. Это стало началом развала СКЮ.
В апреле 1990 года в Словении состоялись первые в Югославии демократические выборы. В том же году Кучан был избран председателем Президиума, победив при голосовании лидера оппозиционного альянса ДЕМОС Йоже Пучника. Он выступал за мягкое разделение югославских республик и, увидев невозможность создания поддерживаемой им мягкой конфедерации, провозгласил 25 июня 1991 года независимость Словении, первой среди югославских республик. После Десятидневной войны было подписано Брионское соглашение, югославские войска покинули Словению и её независимость была признана. В 1992 году и 1997 году Кучан выигрывал президентские выборы как независимый кандидат, каждый раз одерживая победу в первом туре голосования благодаря своей высокой популярности.
После окончания своих президентских полномочий Кучан активно участвовал в кампании за вступление страны в ЕС и НАТО и в марте 2003 года был одним из главных агитаторов за вступление на референдуме. С ноября 2004 года Кучан является членом Мадридского клуба. C 2008 года — член Европейского совета по толерантности и взаимоуважению.

## Награды
- Орден Трёх звёзд I степени с цепью (Латвия, 12 апреля 2002)[4].
- Орден Двойного белого креста 1 класса (Словакия, 22 мая 2001)[5].
- Кавалер Большого креста ордена «За заслуги перед Итальянской Республикой» (Италия, 17 января 1992)[6].
- Кавалер Большого креста ордена Спасителя (Греция, 1999)[7].
- Орден Черногорского флага[серб.] I степени (Черногория, 2014)[8].